# Sertularia fissa
Sertularia fissa är en nässeldjursart som beskrevs av Thornely 1904. Sertularia fissa ingår i släktet Sertularia och familjen Sertulariidae. Inga underarter finns listade i Catalogue of Life.